# Театър (Ботевград)
Любителският театър в Ботевград води началото си от 1891 г., когато учители от Орханийското смесено училище подготвят представянето на пиесата „Многострадална Геновева“.
Приходите от представленията се дават на бедни бежанци от Македония, фонд „Левски“ за построяване на паметник на Васил Левски и на градското читалище „Напредък“. В любителския театър участие вземат Стамен Панчев, Петър Илчев, Ташо Шунтов, Петър Ценов, Лало Стоянов, Цветан Шунтов, Васил Мицов и др. С помощта на управителя на АД „Индустриал“ Стефан Сариев свой репертоар през летните месеци подготвя Софийският окръжен театър. На сцена се играят постановките „Хъшове“, „Хан Татар“, „Чумави“, „Майстори“ и др.
След Втората световна война, през 1950-те години, театърът изживява разцвет. Пиесата „Без нея“ е поставена над 50 пъти на сцена. С нея театърът става окръжен първенец. Сред най-изявените артисти са Веселин Насев, учител в тогавашният ТМЕ „Христо Ботев“, Петър Николаев и учителя от СПТУМ „Вълко Радински“ Георги Геров. До 1980-те години театърът участва в множество окръжни и национални прегледи с получени награди и отличия.
В периода 1989 – 1993 г. преустановява дейност. През юни 1993 г. Мария Малинчева поставя на сцена постановката „Майстори“ от Рачо Стоянов. Поставят се постановките „Районна болница“, „Вечери в Антимовския хан“, „Херострат“, „Църква за вълци“ и др. Изявяват се артистите Кирил Манолов, Димитър Коцев, Иванка Пациркова, Николай Гълъбов, Цветан Марков, Маргарита Тодорова, Веселка Нинова, Илиян Илиев и др. Режисьор е Георги Асенов.
На петия и шестия национален преглед на художествената театралната самодейност колективът на театъра става носител на златни медали. През 1979 година е удостоен със званието „Представителен“. Медали са получени за режисура, сценография и музикалното оформление на спектаклите.